# Brian Freeman
Brian Freeman (28 de marzo de 1963) es un autor de novelas de suspense psicológico que protagonizan los detectives de la ciudad de Duluth Jonathan Stride y Serena Dials, y una serie que protagoniza el rico detective Cab Bolton.

## Biografía
Brian Freeman nació en Chicago, Illinois. Asistió a la Carleton College donde se graduó en 1984 con magna cum laude en Inglés. Antes de convertirse en escritor, Brian Freeman era director de marketing y relaciones públicas en la empresa de abogados internacional de Faegre & Benson, trabajo que le permitió conocer de primera mano los dramas y las pequeñas historias de quienes se ven involucrados en asuntos criminales. Debutó en 2005 con su novela, Inmoral, la cual ganó el Macavity Premio a Primera Mejor Novela y fue finalista para el Edgar Premio. Sus libros han sido vendidos en 46 países y traducidos a 17 lenguas. Freeman achaca parte de su éxito a su abuela y a su profesora de octavo curso.
Brian Freeman actualmente reside en St. Paul, Minnesota y está casado con Marcia Freeman.

## Novelas
| Titular aquí                             | Año  | ISBN                   | Comentarios |
| ---------------------------------------- | ---- | ---------------------- | --- |
| Inmoral                                  | 2005 | ISBN 978-0-312-93972-4 | Ganó el Macavity Premio a Primera Mejor Novela . Nominado para el Anthony Premio, Barry Premio, Premio Daga de Oro, y Edgar Allan Poe Premio. |
| Venganza (Naked)                         | 2006 | ISBN 978-0-312-34045-2 | |
| Acosada (Stalked)                        | 2007 | ISBN 978-0-312-36331-4 | |
| En la Oscuridad                          | 2008 | ISBN 978-0-312-36329-1 | La versión de Reino Unido de este libro está titulada The Watcher                                                                             |
| Tierra de sepultura                      | 2010 | ISBN 978-0-312-53791-3 | Finalista 2011 Premio de Thriller a Mejor Novela                                                                                              |
| La Agencia                               | 2010 | ISBN 978-0-312-61113-2 | Con Ali Gunn; cuando Ally O'Brien |
| Marcado a Fuego (Bone House)             | 2011 | ISBN 978-0-312-56283-0 | Primer caso de Cab Bolton |
| Bajo Sospecha (Spilled Blood)            | 2012 | ISBN 978-1-402-79812-2 | 2013 Thriller Internacional Premio a Mejor Novela                                                                                             |
| El Frío En ninguna parte                 | 2013 | ISBN 978-085-738321-1  | |
| El verano del candidato (Season of Fear) | 2015 | ISBN 978-162-365407-8  | 2.º caso de Cab Bolton |
| Western 57                               | 2015 | ISBN 151-537-280-4     | Tan B.N. Freeman, self-publicó |
| Adiós al Muerto                          | 2016 | ISBN 162-36591-1       | |
| Marathon                                 | 2017 | ISBN                   | |
| Alter Ego                                | 2018 | ISBN                   | |